# 土库曼尼亚佐夫农业大学
土库曼尼亚佐夫农业大学是土库曼斯坦最大的高等教育机构，这所大学只提供农业领域的进修机会，它以土库曼斯坦第一任总统萨帕尔穆拉特·尼亚佐夫的名字命名。

## 历史
1930年，农业学院在土库曼斯坦首都阿什哈巴德建成。直到1998年，该机构都以米哈伊尔·加里宁的名字命名。1998年，它才被授予大学地位，同时进行了更名。2012年，培训中心CLAAS成立。

## 院系
该大学由16个系组成，包括《鲁赫纳玛》研究系、计算机技术系和大学学生代表机构。
- 农业机械
- 灌溉和水利工程
- 棉花种植
- 谷粒制成
- 家畜养殖
- 农产品加工

## 著名校友
- 安纳穆拉特·索尔塔诺夫（英语：Annamurat Soltanov），土库曼斯坦武装部队总参谋长[2]
- 埃森米拉特·奥拉兹格尔季耶夫（英语：Esenmyrat Orazgeldiyev），土库曼斯坦政府前农业部长
- 谢尔达尔·别尔德穆哈梅多夫，土库曼斯坦第3任总统[3]